# Енгельдеон
Енгельдеон (*Engeldeo, д/н —895) — 1-й маркграф Баварії у 890—895 роках. Основні відомості про нього містяться в «Фульдських анналах».

## Життєпис
Походив зі знатної франкської родини. Про його батьків нічого невідомо. Відзначився за часів правління баварського короля Карломана, який у 878 році надав Енгельдеону титул графа та маєтності в місцевості Тонагейю (не визначено).
У 889 році імператор Арнульф I надав Енгельдеону володіння Понс Ені (неподалік від сучасного Інсбрука). У 890 році першим отримав посаду маркграфа Баварії. Втім достеменно невідомо, на яку територію поширювалася влада маркграфа Баварського (ймовірно, лише на південну частину). До 895 року вступив у змову з Ґільдегардою, донькою колишнього короля Людовика III, проти Арнульфа I. Останній з військом рушив до Баварії, поваливши Енгельдеона. Замість нього поставив свого родича Луїтпольда